# Geita (regija)
Geita je jedna od 30 administrativnih regija u Tanzaniji.
Glavni grad regije je istoimeni grad Geita.
Regija je nastala u ožujku 2012., a prvim povjerenikom je imenovan Magalula Saidi Magalula.
Regija je nastala iz dijelova regija Šinjanga i Mwanza.